# Die Gartenkunst
Die Gartenkunst est une revue qui traite de l'art des jardins, de l'histoire et de la préservation des parcs, jardins et espaces verts historiques.
La revue Die Gartenkunst est publiée par la Société allemande d'art des jardins et la culture du paysage (de) (Deutsche Gesellschaft für Gartenkunst und Landschaftskultur, en abrégé DGGL)  depuis 1899.

## Première revue
De 1899 à 1907, la revue est publiée par le Gebrüder Borntraeger Verlagsbuchhandlung (de) à Berlin, de 1908 à 1914 à Wurtzbourg auprès de Stürtz puis par divers éditeurs. Gartenkunst apparaît sous ce titre jusqu'en 1948. Depuis lors, la revue s'appelle Garten + Landschaft (de),.

## Seconde revue

### Mode de parution
Depuis 1989, une revue est publiée à nouveau sous le titre Die Gartenkunst, maintenant dans la Wernersche Verlagsgesellschaft (de) à Worms. Le concept est élaboré par Claus Reisinger (de), Ferdinand Werner (de) et Dieter Hennebo (de). Le rédacteur en chef est Claus Reisinger jusqu'en 2017, depuis Ferdinand Werner. Les rédacteurs étaient et sont :
| Rédacteur                | depuis | jusqu'à |
| ------------------------ | ------ | ------- |
| Alfons Elfgang           | 1989   | 2003    |
| Jörg Gamer               | 1989   | 1993    |
| Géza Hajós (de)          | 1989   | 2014    |
| Wilfried Hansmann (de)   | 1989   | 2017    |
| Dieter Hennebo (de)      | 1989   | 2006    |
| Dorotee Nehring          | 1989   | 2009    |
| Erika Schmidt            | 1989   | 2003    |
| Detlef Karg (de)         | 1991   | 2017    |
| Gert Groening            | 2009   |         |
| Clemens Alexander Wimmer | 2015   |         |
| Christian Hlavac         | 2016   |         |
| Stefan Schweizer (de)    | 2017   |         |
| Stefanie Hennecke        | 2021   |         |

### Contenu
La revue traite de sujets relatifs à l'histoire des jardins, à la conservation des jardins historiques et aux disciplines apparentées. La notion de jardin est prise au sens large et englobe tout, du parc de château (de) au jardin de devant, en passant par les "espaces verts publics" tels que les parcs publics, les jardins botaniques et zoologiques ou les salons fédéraux des jardins (de), les jardins bourgeois. L'accent est également mis sur certains éléments d'équipement des jardins et des parcs. La revue doit également permettre aux propriétaires de jardins historiques et aux collaborateurs des autorités responsables de la conservation des monuments de s'informer sur ces thèmes. La revue doit également encourager le dialogue entre la conservation des jardins historiques et la protection de la nature. La revue publie des articles en anglais et en allemand. Jusqu'à fin 2017, environ 12.000 pages sont publiées.

## Divers
La revue Die Gartenkunst correspond à la revue Journal of Garden History dans les pays anglophones, qui a cessé de paraître en 1997. Aujourd'hui, Die Gartenkunst est la principale revue internationale dans ce domaine en Europe.
En 2018, la revue reçoit le prix allemand du livre de jardin (de) et le premier prix spécial récompensant des réalisations exceptionnelles dans le domaine des livres de jardin,,.
En 2023, la revue publie un dossier franco-allemand consacré à la thématique "Jardins et politique(s)". Il s'agit là d'un aspect méconnu des relations entre la France et l’Allemagne, alors que le monde des jardins a pourtant été l’occasion de nombreux échanges, que ce soit par les traités, les jardiniers et paysagistes ou encore les plantes. Composé de contributions de spécialistes allemands et français privilégiant, dans leur évocation des enjeux politiques et sociaux associés au jardin, une dimension transculturelle ou comparative franco-allemande, dans une perspective historique large allant du XVIIIe au XXIe siècle, ce numéro (2/2023) donne un aperçu de la diversité des enjeux.